# یواس‌اس بروکلین (سی‌ال-۴۰)
یواس‌اس بروکلین (سی‌ال-۴۰) (به انگلیسی: USS Brooklyn (CL-40)) یک کشتی بود که طول آن ۶۰۸٫۳ فوت (۱۸۵٫۴ متر) بود. این کشتی در سال ۱۹۳۶ ساخته شد.